# Turdus turdoides
El zorzal montano de Célebes (Turdus turdoides) es una especie de ave paseriforme de la familia Turdidae endémica de la isla de Célebes, en Indonesia.

## Distribución y hábitat
Es endémico de Sulawesi, Indonesia, y habita en los bosques montanos tropicales.